# D603 (Meurthe-et-Moselle)
De D603 is een departementale weg in het Noordoost-Franse departement Meurthe-et-Moselle. De weg loopt van de grens met Meuse via Jarny naar de grens met Moselle. In Meuse loopt de weg als D603 verder richting Verdun en Parijs. In Moselle loopt de weg verder als D603 richting Metz.

## Geschiedenis
Tot 1973 was de D603 onderdeel van de N390. In dat jaar werd deze weg omgenummerd tot N3. De N3 liep voorheen via een zuidelijkere route, de huidige D903, maar die weg werd overgedragen aan het departement.
In 2006 werd de weg overgedragen aan het departement Meurthe-et-Moselle, omdat de weg geen belang meer had voor het doorgaande verkeer vanwege de parallelle autosnelweg A4. De weg is toen omgenummerd tot D603.